# 岩鬼正美
岩鬼 正美（いわき まさみ）は、漫画『ドカベン』に登場する架空の人物。アニメ版の声優は玄田哲章。実写版の俳優は高品正広。

## 経歴
誕生日は4月1日（『プロ野球篇』以降の設定では1977年生まれ）。
幼稚園に入る前から喧嘩っ早い問題児で、入園後も喧嘩の毎日で、最後は先生まで殴ってしまい、2年間の幼稚園時代は3回も転園する有様だった。小学生時代はその粗暴さが祟って通信簿をオール1とされるほどの劣等生であった。
小学校については、初期にサチ子が入学した青田小学校で4年から6年まで番長だったと語っている。しかし、兄たちが通う秀西小学校ではなく明星小学校に入った描写や、その秀西小のユニフォームを着て野球をしているシーンもある。途中で転校した可能性もあるが、実際の経歴は不明。

### 中学時代
中学時代は後年と比べても輪を掛けて粗暴で、不気味で怪物的な風貌と言動をしていた。鷹丘中ではいわゆる番長であったが、転校初日の山田太郎より自分の弁当が小さかったことにより、逆恨みに近い形でライバル意識を持つ。自分が山田を倒すまで他の奴に山田を倒させたくない、という理由で山田を追っかけて柔道部に入った。柔道部では山田、木下次郎らとともに鷹丘中の中心的選手として活躍。地区大会準優勝の原動力となった。
その後野球部に転部（野球部転部は山田より先）。野球部では主将・4番・エースにこだわる。ピッチャーとしてはノーコン。県大会では東郷学園中等部と対戦（エースは小林真司。この時点では退部しているが、控え投手として後にチームメートになる里中智がいた）、独善的な岩鬼を山田が巧みにリードし、岩鬼もまた額に死球を直撃するアクシデントに見舞われながら出場し続け善戦したものの、敗退。
中学時代は学年最下位の成績で高校に行けるような成績ではなかったらしいが、やくざに因縁をつけられ追われていた徳川監督を助けたことから明訓高校に進学（金銭による裏口入学を行ったことが匂わされているが、真相は明かされていない）。
後年ではその粗暴さなどの描写が少年誌で描くのに問題となるためか、ドリームトーナメント編の回想では幾分かマイルドなものに改変されている。

### 高校時代
明訓高校入学後、野球部に入部。高校入学を機にやんちゃな態度を封印していたが、周囲に猫被るなど自分を見失いかけていた。初期はまったく打てず、徳川監督におべんちゃらを使うだけで、メンバー決めの「ごぼう抜きノック」では振るわなかった。そんな岩鬼を見かねて山田は「もう高校野球は諦めた方がいいと思うよ」とプライドを敢えて傷つけることで元来の闘争心を取り戻させ、岩鬼は元の豪気な性格に戻った。岩鬼が悪球打ちであることに山田が気づき、それを徳川が見ていたためメンバーに加えられた。さらに山田の機転によって1年夏の県大会1回戦・白新高校戦で途中出場し、不知火守から打ったためその後はレギュラーとなる。この試合では左翼手を守り、ウイニングボールは岩鬼が捕ったが、そのときに野手全員が岩鬼の周囲に集まるほど守備は不安視されていた。その後、県大会では準決勝までまだ体の出来上がっていない里中のスタミナを温存するために投手として出場。当時優秀な投手とは言い難かったが打線に支えられて大会を勝ち進んだ。
県大会決勝の東海高校戦で1番・三塁手として出場、1回裏にスコアボードの時計を破壊する豪快な先頭打者初球本塁打を放った。以後、「1番・サード」が岩鬼の定位置となる（ただし、二塁手、一塁手、右翼手、捕手の経験もある。また、4番での出場も2試合ある）。
1年夏の甲子園大会では、第1試合の始球式の際にボールを打ってホームランにしたが、試合では16打席連続三振という大不振。しかし、決勝のいわき東高校戦での初安打がまたもバックスクリーンへのプレイボールホームランだったが、三塁を踏み忘れてしまい、三塁手のアピールプレイによって取り消されている（記録上は二塁打となるため、初安打に変わりはない）。この試合で逆転の決勝2ランを放ち、明訓高校初出場初優勝に貢献した。なお、準決勝の土佐丸高校戦では里中をリリーフして登板、岩鬼が勝利投手となっている。
1年の夏の甲子園出場の後、教師と乱闘事件を起こし、謹慎処分を受けた事がある。乱闘の理由は、岩鬼が勝手に放送室を占拠し、甲子園大会を振り返る（岩鬼の主観的な）放送を行ったことを教師が咎め、口論になったためである。不祥事は外部に漏れなかったものの、騒動を受け多くの部員が愛想を尽かして野球部を去ってしまい（実際にはこのときに野球部を離れようとした部員を徳川監督が除名処分にしていた）、一時、メンバーを9人揃えなくなってしまった事がある。高校時代に岩鬼が殴った相手は、他に山田と土門の計3人。なお、この放送は最初こそ批判もあったが、2年の春の大会以降は明訓高校の風物詩となり、校長が「これがないと甲子園大会が終わった気がしない」と言わしめる程になっている。
1年秋の県大会では故障した里中に代わってエースナンバー1を背負うが、長いイニングを投げたことはない。県大会決勝より再び三塁手に戻っている。関東大会や2年春の選抜大会では目立った活躍は少なかったが、決勝の土佐丸高校戦では起死回生の同点二塁打を放った（二塁で飽き足らず三塁をも狙いアウトになり、次打者の殿馬一人に「ドジ!! 一ついいと三つも四つもドジるづら」と呆れられている）。
2年夏の県大会は東海高校戦で追撃の大ホームラン、吉良高校戦でプレイボールホームラン、決勝の横浜学院高校戦では甲子園出場を決めるサヨナラホームランを放つなど活躍。甲子園大会では打撃面では目立った活躍はなかったが、2回戦の弁慶高校戦では1回の武蔵坊数馬の強烈なライナーを横っ飛びでキャッチするファインプレーを見せた。しかし弁慶高校戦にサヨナラ負けし、いわゆる明訓四天王世代で唯一の敗戦を喫した。
2年の秋、新しく就任した太平監督から主将に指名され、野球部を引っ張る。一時は失恋のため無気力状態になったが夏川夏子の「サヨウナラ」の指文字を「アイシテル」と勘違いしたことで闘志が復活、不知火から逆転満塁本塁打を放った。関東大会でも本塁打を放つなど活躍、明訓高校の4季連続甲子園出場に貢献した。春の選抜大会では3度目の全国制覇を達成。
3年夏は準決勝の横浜学院戦でサヨナラホームランを放つなど、明訓高校の5季連続甲子園出場に貢献。上記のとおり、甲子園本大会での3年春までの本塁打数は、1年夏の決勝戦で放った逆転2ランの1本だけだったが（取り消された幻の本塁打を除く）、3年夏の本大会ではそれまでの鬱憤を晴らすかのように6本塁打を量産した。これは同じ大会で山田太郎が記録した7本塁打に次ぐ記録である。準決勝の青田戦再試合では先発投手として登板した。青田戦ではMAX158キロを記録しており、本人は「フォーム次第で170キロも軽い」と豪語している。

### プロ時代

#### ダイエー時代
プロ野球ドラフト会議で読売ジャイアンツ・長嶋茂雄と福岡ダイエーホークス・王貞治のON両監督から1位指名を受け、抽選の結果ダイエーに入団。
1995年
ルーキーイヤー。開幕戦（対西武ライオンズ、西武ドーム）から1番・三塁でスタメン起用される。プロ初打席では、渡辺久信から、初球の威嚇球を打ち、バックスクリーンへ本塁打。プロと高校野球の差を見せつける意図で投じられた一球であったが、岩鬼にとっては朝飯前の一球に過ぎなかった。
1996年
シーズン最終戦、渡辺久信から初の本塁打王を手中に収める一発を放つ。
1997年
春季キャンプの紅白戦において、井口忠仁の入団により、王監督の方針で4番に据えられる。しかし「一番じゃないとやる気が出ない」という無気力感から、極度の不振に陥る。岩鬼ファンのウグイス嬢の考えによってわざと「1番岩鬼」とコールした途端本塁打を打ち、王監督は岩鬼を1番に据えることを決意する。
西武との開幕戦で、イチローの真似をして左打席に立ち、西口文也の投じたど真ん中の球を完璧に捉え、先頭打者本塁打を放つ。これを見て山田は「もしかして岩鬼は本当は左利きなんじゃないのか」と言っている。第二打席ではセーフティバントで出塁すると二盗、三盗を立て続けに決めて追加点を奪ったものの、西武の新人・蔵獅子丸との小競り合いで暴力行為（膝蹴り）を働いてしまい退場処分を受けた。
オールスターで、仰木彬・全パ監督による守備位置交代で三塁手から捕手に代わり、里中智とバッテリーを組んだ。山田のミットとマスクを借り、プロテクターは着けない急造捕手であるにもかかわらず、里中のオールスターでの連続三振の記録更新（16）をアシストした。全セ・古田敦也も驚く巧みなリードだったが、実はこれは山田が三塁からリードしていた（岩鬼自身は自分は何でも捕れるからと全配球を里中に任せダミーサインのみで実質ノーサインで捕球していた）。
1998年
オープン戦（対阪神タイガース戦）ではソロ、2ラン、3ラン、満塁本塁打を同一試合で放つ「サイクル本塁打」を達成。打った球はすべて悪球であった。ところが、シーズンが開幕すると「岩鬼が本塁打を打った試合のダイエーは負ける」というジンクスが生まれてしまい、開幕戦のオリックス戦（グリーンスタジアム神戸）では本塁打を放ったもののオリックスに1試合でのチーム最多安打記録を許す大敗を喫した。その後の西武戦でも2本塁打を放ったものの、岩鬼が打った後に中継ぎ陣が大友進に2本塁打（3ラン、2ラン）を浴び逆転負けを喫した。しかし、その試合の翌日二軍から鈍足だが盗塁成功率10割というジンクスを持つ亀岡偉民が昇格。その試合で村松有人が出塁した後に代走で亀岡が出場し、二盗を成功させる。しかし、王貞治監督は亀岡に三盗を指示し、亀岡は失敗。しかし、ここで王監督が岩鬼に「ホームラン打っていいぞ」と指示すると岩鬼は福岡ドームのスポーツバーに直撃する本塁打を放った。この試合は結局勝利を収め、ジンクスを断ち切ることに成功した。
オールスターゲーム（千葉マリンスタジアム）では初めて4番で出場。第1打席で小宮山悟のゴーグルを借りて打席に立ち、全セ先発の中二美夫からホームベースへ向かって強風が吹き荒れる中バックスクリーンへ先制ホームランを放った。第二打席では小林幹英と対戦したがピッチャーゴロに凡退。これであまりのショックを受けた岩鬼は戦意を喪失し、守備中にデニー友利や初芝清ら年上の選手に対して失言を連発した。その後いつもの調子に戻ったが、第3打席で桑田真澄の前に三球三振に倒れた。このシーズンは山田と並ぶ40本塁打を放ち、本塁打王を獲得。
1999年
前半戦は極度の打撃不振に陥るも、オールスター前の試合で本塁打を放ってから復調。この年のリーグ優勝、日本一に貢献。日本シリーズMVPを受賞したが、その際に景品として獲得した車を軽トラックに替えて山田の祖父にプレゼントしている。
2000年
この年だけは本塁打狙いを減らし、バント・バスター・プッシュバントを組み合わせた打法で6割打者を目指し打率5割以上をキープしていた。しかし、シーズン中にあまりに味方打線が中西球道を打てず、岩鬼が出塁しても得点にならないためもとに戻した。この年も開幕戦の対千葉ロッテマリーンズ戦で里中からサヨナラ満塁本塁打（後述の偽装スクイズ）を打っている。
2001年
開幕戦で1試合18塁打（4本塁打、1二塁打）を記録し、プロ野球タイ記録に並んだ。シーズン通じての本塁打数でまたも山田と並び、山田の「単独三冠王」を阻止した。
2002年
本塁打王を獲得（5度目）。
2003年
シーズン終了後、フリーエージェント宣言し、高校時代の先輩である土井垣将率いる新球団・東京スーパースターズに移籍。
前述のように、プロ入り以降は1番という拘りには並々ならぬものを持っている。ただし、高校時代には4番を「当然」と言っていた事もある。しかし2009年に4番で起用された時は精神的な成長からか特に文句は言わなかった。また、1998年のオールスターでも岩鬼を4番にした東尾修・全パ監督に抗議に行こうとしたが、逆に説得され気分を良くしていた。

#### 東京時代
2005年
札幌華生堂メッツとの日本シリーズでは、第一戦で岩田鉄五郎からサヨナラ本塁打を放つなど、7戦で7本塁打を放ってMVPを獲得。
2006年
シーズン終了時の12年間で通算397本塁打。同年オフ、新潟で暮らしていた夏子母娘を自分のマンションの隣室に呼び寄せる。
2007年
中日ドラゴンズとの日本シリーズ7戦目、故障の里中の代わりに土井垣監督が思いついた「1イニング1投手」案により、5回を任される。中西球道の持つ日本シリーズ最速記録である157km/hを越える158km/hの剛速球を投げるが、平田良介に逆転2ランを浴びた。
2008年
開幕戦終了後に夏子にプロポーズし、結婚。保土ヶ谷球場近くの一軒家に転居した。
スーパースターズに入団してから、4年連続で開幕第1打席は本塁打を記録した（更に、05年以外の3本はど真ん中である）。
- 04年　対四国アイアンドッグス戦（松山）：不知火守
- 05年　対東北楽天ゴールデンイーグルス（フルスタ宮城）：真田一球
- 06年　対四国（東京ドーム）：不知火守
- 07年　対福岡ソフトバンクホークス（福岡ドーム）：斉藤和巳
08年の対北海道日本ハムファイターズ初打席は当時ルーキーの三塁手、中田翔を狙ってセーフティバントを試みたが、ダルビッシュ有の好守備で投手ゴロになった。

## 人物
学生帽と葉っぱがトレードマーク。学生帽は入浴の時も脱がず、ダイエー入団時のキャンプ地でダイエーの先輩であった石毛宏典に指摘された時「これは頭の一部ですから」と言い、帽子の上からシャンプーをしていた。実際のルールではユニフォームの斉一違反かつ打席に入るときはヘルメットの着用が義務付けられており、前者は改めないと退場処分になるのだが、岩鬼の場合はいずれも黙認されている。なお、里中が家庭の貧困のため退学（実際には休学扱いで、夏に復学した）を決意した時のみ、餞別として学生帽を放り投げている（このときの岩鬼の顔は描写されていない）。葉っぱは、赤ん坊の頃からおしゃぶりを嫌がり、庭に生えていた葉っぱ（雑草）を咥えてていたため、そのまま口から離さなくなった。くわえている葉っぱは岩鬼の気分によって花が咲いたり枯れたりする。葉っぱを口にくわえるというキャラ設定は、作者の水島新司が岩鬼のキャラ作りをしているときにたまたまテレビで放映されていた『木枯し紋次郎』の爪楊枝がヒントとなっている。
身長は設定上、連載初期の中学2年生の時点で190cm超の大男となっているが、山田や他の人物と比べるとどう見ても2メートル以上の高さのある異常なほどの大男に描かれている。
神奈川出身にもかかわらず関西弁を話す。これは、幼少時に世話をしてもらった乳母「おつる」が関西出身で、その言葉遣いが移ったためである。不覚をとられた際には「ぬな」と発することが多い。なお、初期はどもる喋りが特徴だったが、後に直ったようである。
好物はサンマの丸焼き。骨や内臓を除くことなく丸ごと頬張り、バキボキと豪快な咀嚼音を立てて平らげる。食べた際の感想は常に「まずい」だが、そう言いつつ笑顔や感涙を浮かべることも多い。好きになったきっかけは、サチ子から差し入れられた弁当に入っていたサンマによるものと推測される。ちなみに無印版連載当時、サンマは大衆魚であり、裕福な家庭の生まれ育ちである岩鬼には新鮮な存在に映ったとも見られる。また、山田が里中の療養を担当した看護師から「（里中は）魚が嫌いなのでカルシウムが不足している」との見解を示された際には、反対にサンマを貪り食う岩鬼を思い浮かべ、後述する彼の頑丈さに納得していた。
その生い立ちとは裏腹に偏食ではなく、サンマに対するひねくれた感想を除けば味の良し悪しを批判する描写も存在しない。他の明訓メンバーには不評な合宿所の食事をただ一人完食したり、吉良高校との対戦前夜には同校の不戦勝の中に「対戦校が集団食中毒で棄権した」というケースがあったことでメンバーが夕食を警戒する中、岩鬼は平然と夕食にありつき、むしろ「失礼だ」とメンバーを咎めていた。一方で、見た目通りの大食漢でもあるため「量が少ない」と不満を述べる場面はある。ダイエー時代は「朝は軽くカップラーメンで済ませ、選手サロンで満腹にする」と笑顔で語っていた一方、スーパースターズ時代は代わり映えしない選手サロンの食事メニュー（ラーメン、うどん、おにぎり）に辟易している様子もあった。
座右の銘は「花は桜木、男は岩鬼」。
作者の水島新司がドカベンの初回原稿の際に編集者に難色を示されたため、山田太郎とコンビを組む岩鬼正美を登場させた。岩鬼を見た編集者はすぐにGOサインを出したという。そのため初期は、山田より目立っている場面が多い。「ブラック・ジャック」の「人間鳥」、「ルパン三世 DEAD OR ALIVE」でゲスト出演している。「超こち亀」では、水島新司の描きおろしで両津勘吉と共演。
岩鬼の熱心な追っかけとして、日本テレビアナウンサーの関谷亜矢子がいた。かなり熱を上げており、度々岩鬼にラブレターを書いたりしている。しかし、岩鬼の側が性格的に合わないといって取り合わず、また出会った当初はまだ夏子の結婚を知らなかったこともあって、相思の関係には発展しなかった。なお、実在の人物がモデルであるが、実際の関谷は熱狂的な巨人ファンとして知られている。悪球打ちのため、女性に対する美的感覚も一般と異なる岩鬼は、全国ネットで、有名な関谷のことを「どブス」と言ってしまい、チームメイトから失笑を買う。一方の関谷も、岩鬼を応援するにもかかわらずダイエー・西武戦でサチ子と共に西武側の応援席に入り、岩鬼に声援を送って周囲の顰蹙を買ったりした。
主人公の山田にとって岩鬼はシリーズを通じてもっとも付き合いが長い親友であり、野球選手としてはバッテリーを組む里中との関係が深く描かれている一方、岩鬼とは中学からプロに至るまでプライベートな面での交流が一際多い。山田は単純な思考の岩鬼を上手くコントロールしてあしらっているような場面も少なからずあるが、高校1年秋の神奈川県大会決勝では山田が左手首に負った怪我を庇うあまり十分なプレイが行えてなかった状況下で、岩鬼から「自分なら左手が潰れてでも勝利のために全力で勝負に行く。それが出来ずこれ以上情けない姿を見せるなら、お前はもう他人だ」という手厳しい檄を浴びせられ、苦笑しながら「それは困る。俺は岩鬼が好きだ…他人なんかになりたくないぞ」と述懐して彼の言うように勝負に出るプレイに切り替えており、岩鬼に対して多大な好感を抱いていることが分かる。また、岩鬼の方も後述の通り山田の実力は内心相応に認めているほか、素直に表現できない場合においても「努力はする男」という表現で可能な限り山田を立てており、彼なりに山田を友人として大切に思っていることが窺える。プロ入り後も敵チームとなっていた時期に里中とはライバルとしての関係が強く描かれていた一方で、岩鬼の場合は打撃成績（主に本塁打王争い）の上ではライバル関係であったものの、シーズン中、オフを問わず山田の家に泊まりで遊びに来るなど交流が続いていた。その上、ドカベンシリーズのクライマックスとなったドリームトーナメント編のトーナメント決勝戦での岩鬼の「脇をしめてあごを引いて、思い切りアッパースイングや」という助言が、山田のサヨナラホームランを導いている。さらに最終話も、最後は山田と岩鬼が試合後の球場で1対1で語らいながら2人が出会った日を思い返すという形で締めくくられている。この際に山田は岩鬼に「お前がいてくれたから俺も楽しく野球ができた。ありがとう」という最大限の感謝の言葉を送ってもいる。そもそも山田が中学時代に一度野球をやめて柔道に転向した後、再び野球を始めるきっかけの一つとなったのが山田に先駆けて岩鬼が柔道から野球に転向したことであるので、野球選手としての山田にとって岩鬼は根幹的な部分で文字通りの恩人ともいえる。

### 野球選手として
「グワァラゴワガキーン!」という独特な打球音をしており、打球の威力や飛距離によって「ゴワ」の数や「ガキーン」の伸び具合が変わる。どういうわけか、普通の打者にとって打ちごろのストライクのボールを打った時の打球音は、なぜか「カキーン」などの普通の打球音になる。
豪快な打撃が目立つが、殿馬に引けをとらぬ守備の名手でもある。守備範囲は非常に広く、ファインプレーを連発し幾度となく投手を救う。巨体に似合わず身のこなしもかなりのもので、ジャンピングキャッチの後そのままとんぼ返りをして着地する魅せプレイをしたこともある（打者は思わず「何だ、あいつ――」と絶句した）。しかし、普通のサードゴロ・フライのエラーや悪送球をすることも多い。2000年にはゴールデングラブ賞を獲得している。また、飛びぬけて俊足と言うわけではないが、積極果敢な走塁・盗塁を仕掛ける。さらに三塁コーチが止めても暴走して本塁に突入し、捕手に体当たりすることが多いため、ランニングホームランが非常に多い。反面、本塁でタッチアウトになることも多い。江川学園戦や2年夏の白新高校戦のように状況を鑑みない本塁突入で決勝点を掴み取ったり（後者は「ルールブックの盲点の1点」として知られる）、巨人学園戦では一瞬の隙を突いて本塁に突っ込み、それが本試合一の得点かつサヨナラ勝利を呼び込んだこともあった。
遠投150メートルの超強肩であり、星野仙一から「王監督はどうして岩鬼を投手にしないんだ」と言われたことがある。岩鬼は実際に投手として登板しセーブを挙げたこともある。長嶋茂雄によると、岩鬼の肩は「サードの肩」であり、美技から生まれる強肩と語っている。原作漫画では、鷹丘中学野球部3年時代の岩鬼が、現役時代の王と長嶋の目の前で剛速球を投げ、的当ての的を破っている。中学・高校時代に投手として登板したときはノーコンで、山田が苦心してリードしていた。但し、剛速球を投げられる強肩を持っているが、山田が苦心してリードする等、勢いだけで投球の組み立てが出来ないという欠点があり、『大甲子園』の中で、里中が一時期休学したことによるブランクから思うような投球が出来ず、山田に対し自分が投げれなくても岩鬼がいると言ったさいに、山田は、岩鬼の投球では3回程度が限界だと冷静に里中に話している。因みに高校入学当初に猫を被っていた際は打撃投手を務めることがあったが、土井垣の打撃練習の際に打ち頃の球を投げて滅多打ちにされている。
またスポーツ選手としてあまりに恵まれた逞しい肉体を持っていることもあって怪我にも非常に強い。元々怪我に弱い里中はおろか主人公の山田ですら度々故障するシーンがある中、岩鬼は主要人物の中で誰よりも多くの死球を受けているにもかかわらず高校からプロにかけて殆ど怪我をしたことがない。プロ野球編では稀に怪我で途中交代することはあるが、次の試合には何事もなかったかのように出場している。中学時代に死球を額に受け流血し昏倒したが、その場で縫合を行い止血し意識を回復し、負傷前と全く変わらないプレイをしているが、これが作中唯一とも言える野球での負傷となっている。1年春の甲子園後に山田、里中、北が負傷し、殿馬が音楽の道に進むため退部が決定的になったことでチームの戦力が大幅に低下した状況の中、土井垣はただ一人変わらずに元気なままの岩鬼を見て苦笑しながらも感心し「怪我のない選手ほど一流というが、将来はプロの世界を引っ張るほどの器になるかも」と、冗談交じりながらも高く評価していた。
1998年のオールスターゲームのホームラン競争では、千葉マリンスタジアムの風で打球が押し戻され、ホームランを一本も打てなかった。そのことに対し岩鬼は｢この球場こそファンの夢を奪うクソ球場や｣と言っている。しかし、本番の試合では向かい風を突き破るようなホームランをバックスクリーンに叩き込んでいる。
山田を「や～まだ」、殿馬を「とんま」、不知火を「フチカ」、土井垣を「どえがき」など、他人を自分で決め付けた名前で呼ぶことが多い。ただし、そのうち一部は本当に間違えて言っているらしい。明訓高校時代は上述のどえがきに加え、山岡鉄司＝パンダなど先輩も呼び捨て若しくはあだ名で呼んでいたが、悪気が無い事は理解されている。プロに入ってからはダイエー時代にチームメイトだった犬飼小次郎に対しては「小次郎はん」と呼び目上の者として接している。犬飼は、2年目のシーズンの対西武最終戦、岩鬼のホームラン王を決定するために山田を討ち取ったことから、岩鬼が陶酔する人間の1人になった。実際はその前、腹部に負傷をしながらも山田に対する闘争心から力投を見せたときから小次郎に対する尊意は持っていたようである。実際、このときに小次郎が限界を迎えた際には彼の体を支え、感涙を流しながらその力投を賞賛した。
プロ野球編における実在選手に対しても遠慮のない呼び方をしばしば行い、特に山田とのバッテリーで対戦機会の多かった当時の西武のエース・渡辺久信に対しては度々挑発的な言動を見せていた。一方で、長嶋茂雄とイチローにだけは礼節を弁えて接していた。
自画自賛、吠える自信家などと呼ばれ自分への賛美を送る、ある意味ナルシストである。3年夏の甲子園大会1回戦で犬飼知三郎から長打を打った際にもコンタクトレンズをはめていたことを自ら明かしてしまい、里中に「まったく黙ってりゃ犬飼にも気づかれずに次も使えるのに」と呆れられ、「人がほめてしまう前に自分ですべてほめてしまうお人だからなぁ」と微笑三太郎に苦笑されたこともある。明訓時代もランニング時の掛け声に『明訓歩調』などと称し号令にしていた。「二枚目岩鬼1、2、3、スーパースターだ2、2、3」「1、2、3、4、豪打の岩鬼、キャプテン岩鬼」の様な感じであるが、チームメイトも呆れながらも付き合っている。
だが仲間を思う気持ちは人一倍強く、相手チームの危険行為に対しては逆上し、真っ先に飛び出していく。一方で他者を冷静に見つめる目もあり、普段温厚と知られているもののその実激情しやすい里中をからかい混じりにいさめる場面も少なくない。1999年の日本シリーズ第5戦では4戦ノーヒットだった相手の中日ドラゴンズの1番打者・関川浩一の不振の原因を見抜き、三塁ベース上から関川にアドバイスを送り、見事その打席で関川はホームランを放った。ただし、スーパースターズ編の2005年開幕戦で楽天と対戦とした際に楽天の1番打者として打席に立った関川が初回に里中の投じた初球をサードに転がるセーフティバントにした際に岩鬼は「いきなりせこいで23番‼︎」と叫んでいる。また、面倒見が良く、後輩から慕われることも多い。中でも高代はその素直な性格や守備位置が近いこともあってか可愛がっていたようであり、絡みが多い。3年春の土佐丸高校戦では犬飼武蔵のゲッツー崩しスライディングを受けた高代を慰めていた。同じく一年後輩の渚に対しては、始めは自信過剰で自己中心的な言動が目立つ彼を嫌っているようなそぶりを見せたが、2年夏神奈川県大会初戦の東海高校戦で渚がチームの勝利のために敢えて死球を受けた際には彼に応えようと奮起した。また、同大会決勝の横浜学院戦で代打出場した渚が発した啖呵に対して岩鬼自身は「生意気な」と言ったものの、殿馬からは「岩鬼がもう一人いる」と評されており気質が似ている面もある。このほか練習で渚が岩鬼の打撃投手を務めた際にはコントロールが良い（当然岩鬼に対する特別メニューとして悪球を放っていただけだが）として「里中を超える日も近い」と檄を飛ばしたこともあるなど、彼を認める言動も少なくなかった。さらに犬飼知三郎は経緯を考えれば岩鬼にとっては突然かつ一方的に敬意を寄せられている形と言えるが、それでも彼のプロテスト受験のために便宜を図ったり、その後も度々助言を行うなど世話を焼いており、自分を慕う者に対しては何だかんだ非常に寛大であると言える。
プロに入ってはファンサービスにも積極的であり、「ファンの為ホームラン打ったるわ」とよく公言し、他ファンのことも考える。山田に敬遠をして自身のホームラン王を擁護する自チームの作戦に苦言を呈すると「今年はお前のホームラン王しかファンに申し訳ない」という言葉に納得した。
基本的に他人を褒めることはほとんどないが、武蔵坊数馬と中西球道に対してはある種の尊敬の念を抱いている。山田に対しても、普段は山田の快打やファインプレーに対しても「相手の調子が悪かっただけ」「まぐれ当たり」などの軽口を飛ばすものの、「ワイと山田のバットで勝ってきた明訓」と胸中を見せる場面があり、ある程度認めている。里中と微笑がプロから3位ながら指名されたとき、岩鬼は「プロは甘い」と言い、殿馬について「高校止まり」と言いながら、山田については「弱小球団が似合うとる」と言って、少なくともプロの素質までは認めている。1998年の日本シリーズでは土門を「まぁまぁ一流」と評しており、彼の事もそれなりに認めていることがうかがえる。そんな中、イチローには1999年のオールスターで「天才」と評価している。
何事も一番が良いという性格故に打順も一番にこだわる。ただし、中学時代は4番ピッチャーにこだわっており、高校時代やプロ野球編にも4番にまわされたとき「本来の位置に来た」「大一番は山田じゃなくてわしや」と言っていたこともある。しかし、プロ入り後はこだわりがいっそう強くなったのか、他の打順になると成績が振るわなくなってしまうようになった。また、その性格ゆえに中学時代からキャプテンという役職にも非常に執着しており、高校1年秋の神奈川県大会で里中が、同大会後に山岡が任命された際には不平を漏らしているほか、2年夏の甲子園大会後に上級生が引退した際には票集めのために後輩の前で真面目な先輩を演じたり（直後に投票制ではなく監督からの指名制と知ってズッコケる）、率先してグランド整備に取り組むなどのアピールを行っている。結果として新任の太平監督からの指名により望み通りキャプテンに抜擢された。太平曰く「やりたい奴にやらせとくのが一番」というのが選んだ理由で、チーム内外で山田が最有力候補と目されていただけに当初は驚きと不安が広がり、場合によっては他校から嘲笑すら向けられる始末であったが、実際の所は後述の失恋騒動のときを除いて公私ともに混乱をきたすことはなく、常にチームの先頭に立って部員を引っ張り、なんだかんだで練習にも真摯に取り組んでいたり試合中に監督から指揮を受け継いでチームを勝利に導いたこともある（先読みが得意な花巻高校の太平洋に対して山田に偽装送りバントのバスターを指示して出し抜くなど。ちなみに太平洋の慧眼をもってしても、岩鬼の難解なブロックサインは読めなかった）。また、打撃不振に苦しむ山田に敢えて打撃練習の禁止令を出して結果的にスランプ脱出に導いたり、2年秋の関東大会決勝で里中が急な肩の負傷で投げられなくなって渚を起用することになり、事情を知らない部員たちから異議を唱えられた際には「渚も甲子園で投げざるを得ない状況になるかもしれないから経験を積ませておくことも必要」と述べて、里中のけがを隠してチーム内に動揺が広がるのを避けつつ渚の登板を全員に納得させたこともあるなど、終わってみれば常勝・明訓高校のキャプテンとして最後まで立派に務め上げていた。プロ入り後は流石にキャプテン（選手会長）に執着するようなあからさまな態度は取っていないが、ダイエー時代の1999年に選手会長に就任した秋山幸二から副キャプテン（本来は不要な役職）に任命された際には過剰に張り切って秋山本人や記者から呆れられるなど、リーダー職に対する憧れ自体は持ち続けている様子。
高校時代は土井垣将のサインを無視して暴走したり、プロ野球編ではコーチのストップを無視しホームに突入したり4番で起用されたことから無気力になったり、サイクルホームラン達成のために王貞治監督に送りバントのサインを変えてもらうように無理を言ったりしていた。また、前期のプロ野球編ではチームプレーをせずに個人プレーをすることもあったため、ダイエーのチームメイトから反感を買うことも少なくなかった。しかし、スーパースターズ編においては土井垣のサインは全て守っており、山田が1番を打った時や山田の代わりに「4番・捕手」で先発することになった時も文句一つ言わなかった。また、自分自身は個人プレイを好む傾向にある一方で、高校のキャプテン時代にチームの指揮を任された際にはバントやスクイズなどのチーム打撃を重視した指示も行っている。
プロ野球編で捕手を守り不知火守をリードした時は滅茶苦茶なリードをしていたが、スーパースターズ編では怪我で試合に出られなくなった山田に変わって捕手を務め、最終的に中村剛也にサヨナラホームランを打たれたものの8回まで西武打線を無失点に抑えるリードをし、最後に打たれた球もインコースで併殺に仕留めようと考えていた球の失投であり、それなりに理論的なリードをしていた。
1997年、ドラフトで希望するダイエーではなく西武に指名された犬飼知三郎が「浪人する」と言った時(知三郎は岩鬼を心底尊敬しており、兄がいることもあってダイエーの志が強かった)、岩鬼は「やーまだはへタクソやがそれなりに努力はする男」と言い、西武入団を後押ししている。
2007年の古巣・福岡ソフトバンクホークスとの開幕戦では、福岡ドームの控え室に胃がんのため長期休養していた王監督の復帰祝いにと大量の花束を送り、「これで王監督に遠慮する事無く打てる」と豪語している。
ピッチャーゴロなどでは全力を出さないという持論を持っていたが、2007年終盤の公式戦ではキャッチャーゴロを打った後、「それでも走るさかい野球少年の鑑なんや」といいながら全力疾走し、捕手の悪送球をさそった。

#### 悪球打ち
悪球打ちが岩鬼の代名詞である。これはリトルリーグで4番を打っていた際、相手チームから場面にかかわらず全打席敬遠されるようになった為、ボール球（悪球）を打てるようになろうと特訓を重ねたことによる。結果、動体視力が鍛えられたことで見事にそれを習得し、逆に殆どの打者にとって絶好球であるど真ん中のストレートは打てなくなった。
その打撃時のボール角度とスイングの軌道から、ホームランであっても山なりの「アーチ」ではなく、スコアボードめがけて突き刺さるライナーであることが多い。
悪球であれば球種やコースに関係なく的確に打ち返し、その殆どをホームランにしている。ただし、プロ入り後に里中が開発したスカイフォークは、その悪球打ちをもってしても捉えられなかった。四球で出塁したのは中学時代の東郷学園との試合と、高校3年のときの光高校との試合だけである。とはいえボール球は全て打つわけではなく、プロに入ってからも松坂大輔のきわどいボール球を見逃したこともある。当初岩鬼が悪球打ちであることは明訓のチーム内にしか知られておらず、1年夏の地区大会の雪村、1年夏の甲子園大会決勝の緒方など、岩鬼が悪球打ちであることを知らずにボール球を投げて本塁打を放たれた例もあった。『大甲子園』ではストライクゾーンからボール1個外れた球を、左右に切れる力強いファールライナーにすることができる設定。一方で死球はやたら多く、高校時代は不知火や中等といった速球投手からも度々当てられていた。度の強いメガネで視界不良だった2年春センバツ決勝の対犬飼武蔵や、失恋のショックで無気力になっていた2年秋神奈川予選の対不知火など、打撃や回避が困難な状況における死球もあるが、普通に受ける死球も多かったことから、当時は身体付近に来る悪球は多少苦手だったようである。3年夏の紫義塾戦では近藤勇の「サツジンスライダー」をゴルフスイングのようなアッパースイングで見事に本塁打を放っている。プロ入りは死球コースの球は全て打ち返しているため死球は殆ど無くなったが、3年目のオールスターでは膝付近に来る球は苦手であると影丸が語っている。なお、岩鬼は避けられそうな死球コースの球でも決して避けることはなく、打ちに行って半ばスイングした状態で当たることもあるが、岩鬼の場合はなぜか必ず死球を認められる（本来、審判が避けられると判断した死球コースの球に対して全く回避行動をとらなければ身体に当たっても死球は認められず、スイングを認められれば当然ストライク判定となる）。
またボール球でなくとも、高め低めのストライクなどもヒットやホームランにすることは可能である。
悪球が少ないはずのプロ野球世界においても岩鬼が打ち続けられる事については、作中の登場人物の口から、「プロといえども岩鬼の打てないど真ん中のストレートを正確に投げ続ける事は難しく、ある程度は絶対に悪球が来る。」ためと語られている。
本人のこじつけに近い解釈で悪球でない球も悪球と見なして打つ事もあり、中学・高校編と大甲子園においては、「岩鬼にとってストレートのど真ん中は悪球と同じ」という設定があったが、プロ野球編以降はその設定は出ていない。2005年のシーズン開幕前に悪球打ち克服の特訓をするが、結果的には実らなかった。しかし、オープン戦の対阪神戦では先発・藤川球児の初球ど真ん中ストレートと思われる球をホームランにしている。更に同年のプレーオフ第2ステージの対四国戦2試合目では3打席連続で先発土門からホームランを放っているが、そのうちの2本がど真ん中である。しかし同年シーズン、ど真ん中打率は.062である。
王監督は悪球打ちには限界があると感じており、1999年の対中日との日本シリーズにおいて、打てるようになるまでど真ん中の球を凝視するように指令される。結果影丸隼人からど真ん中を打つことに成功。勝ち越しのランニングホームランとなった。
仰木彬は悪球打ちを理解していた数少ない1人だったという。そのエピソードに関してスーパースターズ編の2006年開幕前の自主トレの際には前年に他界した仰木を岩鬼が思い出し「わいの悪球打ちを理解してくれた……その仰木はんが死んでしもうた…淋しい……」と涙ぐむ場面があった。
悪球打ちのため、ほかの人とストライクゾーンの意識が違うという設定がある。そのため、プロ入り当初はど真ん中のストレートをストライクとコールする審判に文句をつけていた。プロ入り後に投手として登板することになった時は、ストライクゾーンの違いにより四球を連発すると古賀英彦コーチに心配された。この時はキャッチャーの城島健司が「構えた所に投げるのがプロだ」と岩鬼を説き伏せ、ストライクを投げさせた。
恋人である夏子が見ている時だけは「恋爆愛打」(本人談)という状態となり、ど真ん中でも悪球でも打てるようになり最早手がつけられない有様になる。高校時代は2年の秋季大会で不知火から満塁ホームランを打っている他、3年夏の甲子園決勝でエンタイトルツーベースを放っている。
悪球打ちは本人の通常とは逆転した美的感覚に由来するものだとする仮説が作中に存在しており、不知火が2001年シーズン前半にそれについて言及していた。同時期にはストライクゾーンの意識が正常化したが、これは不知火によるとサチ子を異性として意識するなど美的感覚が正常化したためであることが示唆されている。

#### 悪球打ち対策
相手ピッチャーがストライクを投げる場合様々な対策で悪球にするのが本作の醍醐味である。岩鬼は自他共認める研究熱心であり、様々な悪球打ち対策を編み出している。
「度の強い眼鏡をかけてわざと見えにくくする」「あらかじめ逆立ちをしておいて頭をクラクラさせてボールが分裂したように見えるようにする」「軽くて長いノック用バットを使う」「酒を飲んで酔っ払い、悪球に見えるようにする」など、様々な工夫でど真ん中を打つことが出来る。ただし、悪球に見える手法を用いた打席では、逆に悪球が打てなくなるという欠点がある。その為同じ手は二度続けて使えないケースが多い（もしくは「男の意地」で使わない）。しかしプロ3年目の西武戦で使った「使い捨てコンタクトレンズを使う」という作戦は絶大な効果を発揮したためか、その後も何度か使われた。また、「咥えている葉っぱで視界が遮られた」「ど真ん中の球を（相手へ情けをかけたため）わざと三振するようデタラメなスイングをした」、「実際は低めの球だが高めだと思いこんで振った」という偶然の理由でホームランを打ったことがある。
別々の試合で2度以上使われた悪球打ち戦術もあるが、そのうちの偽装スクイズでウエストボールを投げさせる戦術で犬飼知三郎から2ランを放っている。このことが、知三郎が岩鬼を尊敬するようになったきっかけである。この戦術は岩鬼が高1の神奈川県秋季大会決勝時に山田が当時の明訓監督だった徳川に提案して、対土門用に実行したものだが、この時室戸を率いていた当の徳川はすっかりそのことを失念していた。その上、性質上投手としてはモーションに入るまではそのスクイズが偽装であるかどうかはわからず、知っていても失点覚悟でない限り破りようがない。また、里中もそのことを失念して、2000年の開幕戦、9回無死満塁の場面でスクイズしてきた岩鬼に対してウエストしてサヨナラ満塁ホームランを打たれている（この時は里中が右投手であるので、三塁ランナーがスタートを切ったのを見て、モーションの途中でウエストに切り替えている。また、この年の岩鬼はバント戦法をしていたため、スクイズをしてくるかもという素地があった）。

### 家族
男ばかり4人兄弟の末っ子。父親は岩鬼建設（株）の社長で、いわゆる金持ちの御曹司だった。3人の兄達は『清彦』『晴彦』『秀彦』と名前に『彦』が付けられており、本来なら『岩鬼正彦』と名付けられるはずだったが、産まれた時に女の子のように可愛らしい顔だった為、『正美』と命名される。いわゆる「みそっかす」であり、家の中では優秀な兄達と比較されて肩身の狭い窮屈な思いをしており、その鬱憤を喧嘩やスポーツなどで晴らしていた。
両親や兄と対面するときには関西弁を使わず常に敬語で「お父さま」「お母さま」「お兄さま」と呼び、卑屈に接する。自身の衣服の乱れなども自らてきぱきと直す。
兄達も四兄弟の中で勉強でも野球でもあまり成績のよくない岩鬼のことを蔑ろにしている面があったが、結局兄弟の中で一番の高給取りで出世しているのは正美である。兄たちはサラリーマンで、三人とも優秀かつ正美に比べれば常識を弁えているものの典型的な「マニュアル人間」であり、「会社の野球部に正美を入れさせる」と本人に相談なく勝手に言ったりしており、正美を出世のためのネタとして使うような卑劣な性格である。現在も兄弟仲は良くないようである。兄達はインテリではあるが、やはり正美の血縁か長身でがっしりした体つきをしていて、顔もどちらかというと強面である。しかし身長190cmを超す正美にとっては「ひょろい」らしい。
高校2年時の春の甲子園の決勝戦の日に会社が倒産した為、一気に貧乏生活に陥ってしまう。この際、岩鬼に大阪ガメッツへの入団を確約させるのと引き替えに援助の話が持ち込まれるが、息子の志望球団が東京メッツであることを案じた父親が断っている。その後、家族を慮って就職すると言い出した正美に対しても、父親は「わしはお前のプロ入りの契約金をアテにしている。それに比べればお前の学費など雀の涙だ」と答え、野球選手としての道を断念させなかった（具体的な金額こそ不明なものの、結果的に正美はプロ入りを果たしたため、父親の目論みは当たったことになる）。当時、父親は「あいつら3人は一緒でなければ何もできない。しかし正美は1人で十分やっていける」と、一族の中で唯一正美に期待を寄せていた。
母親にも蔑ろにされており、正美一人だけ直接世話をせず乳母に任せきりだったり、兄達とは別の小学校に入学させたりしていた。しかし、正美自身はその仕打ちを恨むことなどいっぺんもなく、母親に対し幼少から現在まで思慕と尊敬の感情を持っている。2年夏の県大会優勝直後、母親が病で倒れたことを父親から知らされた時、4兄弟の中で最も早く駆けつけたのは病院から最も遠い明訓高校から来た正美だった。このとき、他の兄弟は電話連絡したのみですぐには駆けつけず、正美は「明訓のわいとこより近いくせして…」と憤っている。県大会の優勝旗のみを抱え急ぎ来た正美はその直後に「今はお金ないけど、わいがプロに入ったら二倍にも三倍にもして返します、どうかおふくろを助けてください」と医者に懇願している。このときの母親は危険な状態(容態が悪化し続け、医者が父親に「ヤマが少し早まるかも知れません、できれば息子さんたちに…（早く来るように促して下さい)」と告げるほど）だったが、弁慶高校の武蔵坊の不思議な力によって回復した。以後、岩鬼は武蔵坊に頭が上がらない。現在は母親も正美に一番の期待を寄せるようになっており（岩鬼建設倒産時に父親が代わりに見つけてきた仕事の内容や待遇ばかりを気にしていた他の息子達を「情けない」と涙している）、関係は改善されている。
影丸隼人の姉・亜希子と岩鬼の長兄・清彦が夫婦（お見合い結婚）で縁戚関係であり、中学の柔道時代から因縁のあるライバルでもある。中学編における柔道の日米対決ではチームメイトとして味方同士となった。一方で高校3年夏の千葉県大会決勝戦の青田高校対クリーンハイスクール戦をテレビ観戦していた際には青田の中西球道を応援しており、影丸はいわば身内なのになぜ中西を応援するのかと微笑三太郎に聞かれ、「関係あらへん、要は心意気の問題や!男気やで!」と言い放ち、山田も「(なるほど、気が合うかもな)」と納得している。
中学高校を通して同級生だった夏川夏子と恋愛関係にあった。夏子の外見はお世辞にも美人とは言えないが、岩鬼には絶世の美人に見えている。また、先述の「おつる」と似ているという事も関係している。一方で気立てのいい“性格美人”ではある。一度は夏子が吉良高校の男子生徒に騙されて浮気したために破局寸前となったこともある。プロ入り後、夏子は倒産の危機にあった父の会社を救うため、政略結婚に応じていた。しかし高校時代の浮気とは異なり、夏子の気持ちは岩鬼にあった。会わない理由を付けたのは、それを知らせて岩鬼を傷つけないための方便だった。夏子はその後一女をもうけるも離婚。2008年に岩鬼のプロポーズに応じ、結婚した。

## 主な記録
- 本塁打王6回（1996～1998年,2001～2003年） - 2005年には本塁打王と打点王のどちらかを獲得している。
- 日本シリーズMVP2回（1999年,2005年）
- オールスターMVP（1997年）
- パ・リーグ特別表彰（1995年）
- 1試合4本塁打（2001年3月24日） - 4打席連続。
- 公式戦初打席先頭打者本塁打（1995年4月1日、開幕戦・西武戦） - プレイボールアーチ。

この他､通算三振のプロ野球記録を更新中である。2006年までの12年間では2399個の三振を喫している。

## 背番号
- 1（鷹丘中時代）
- 10→5→1→5（明訓高時代）
- 05（1995年 - 2003年）
- 5（2004年 - ）

## 銅像
2002年、新潟商工会議所と同商店街振興組合により、新潟市中央区古町通アーケード内の水島新司マンガストリートに水島作品の登場人物計7体の銅像が設置されたが、その中には岩鬼の銅像も含まれている。

## その他の作品への登場
『野球どアホウ伝#1巻』（水島新司の野球漫画短編集）に収録されている「幻球秘話」（1972年発表）では、主人公のジャンボ（東京メッツ）の対戦相手の大阪アパッチの選手として、岩鬼と藤村甲子園が登場する。